# Сексред (король Ессексу)
Сексред (давн-англ. Sexred; ? — близько 623) — король Ессексу в 616—623 роках.

## Життєпис
Походив з династії Есквінінгів. Старший син Себерта, короля Ессексу, та Етельгоди. Про дату народження та молоді роки нічого невідомо. Після загибелі батька в результаті повстання поган Сексред розділив владу над королівством з братами — Севардом і Сексбальдом. Слідом за цим з останніми навернувся з християнства до поганства.
Одного разу брати побачили як Мелліт, єпископ Лондону, здійснює таїнство причастя і зажадали, щоб він дав їм такого ж білого хліба, що й іншим прихожанам. Мелліт відмовився це робити, оскільки брати не були хрещені. Розсердившись, брати вигнали Мелліта з Ессекса. Слідом за цим багато саксів повернулися до поганства. Існує гіпотеза, що справжньою причиною вигнання єпископа Мелліті була смерть Етельберта Кентського в 616 році. Сини Себерта відмовилися визнавати своїм сюзереном Едбальда, який не володів таким авторитетом в англосаксонському світі, і у них зникла потреба прикидатися християнами.
Близько 623 року до Ессексу вдерлося величезне військо Вессексу на чолі з королями Кінегільсом і Квігельмом. Ессекське військо зазнало нищівної поразки, а Сексред разом з братами загинув. Новим королем став Сігеберт I.

## Родина
- Батько: Себерт, король Ессексу в 604—616 роках
- Син: Себбі, король Ессексу в 664—695 роках